# Albín Brunovský
Albín Brunovský (ur. 25 grudnia 1935 w Zohorze, zm. 20 stycznia 1997 w Bratysławie) – słowacki malarz, grafik, litograf, ilustrator i pedagog.

## Życiorys
Albín Brunovský urodził się w Zohorze, w Czechosłowacji 25 grudnia 1935 roku. Rozpoczął swoją karierę artystyczną pracując nad plakatami i dekoracjami. Studiował na Wyższej Szkole Sztuk Pięknych w Bratysławie pod okiem prof. Vincenta Hložníka od 1955 do 1961. Hložník był znany z bardzo dobrego przygotowania studentów w sferze artystycznej, technicznej i teoretycznej w grafice. Brunovský był wykładowcą na Akademii od 1966 do 1990 roku. Został profesorem w 1981 r., stworzył swoją własną szkołę grafiki kilka lat później. Brunovský zaprojektował także ostatnią serię czechosłowackich banknotów. Ilustracje tworzył przeważnie do książek dla dzieci.
Brunovský eksperymentował z różnymi technikami, a poezja, literatura oraz dzieła innych artystów wywierały na jego twórczość wielki wpływ. W trakcie studiów tworzył litografie i linoryty. Następnie zaczął tworzyć litografie kredkowe. Poza tym namalował wiele ilustracji, używając farb wodnych.
W miarę jak jego warsztat ewoluował przez lata, ewoluowały także jego wizja i styl. W okresie młodości Brunovský stworzył wystawę surrealistyczną nt. tendencji do indywidualizmu i absurdu oraz niekontrolowanej zabawy podświadomości. Później jego prace stały się bardziej krytyczne w stosunku do człowieka w relacji do samego siebie i do społeczeństwa.
Poeta Janusz Szuber napisał wiersz pt. Albin Brunovský, zadedykowany Krystynie Rucie-Rutkowskiej i wydany w tomikach poezji pt. Srebrnopióre ogrody z 1996 oraz Pianie kogutów z 2008.

## Dzieła
- Spotkanie numizmatyków
- Dama w kapeluszu
- Wernisaż

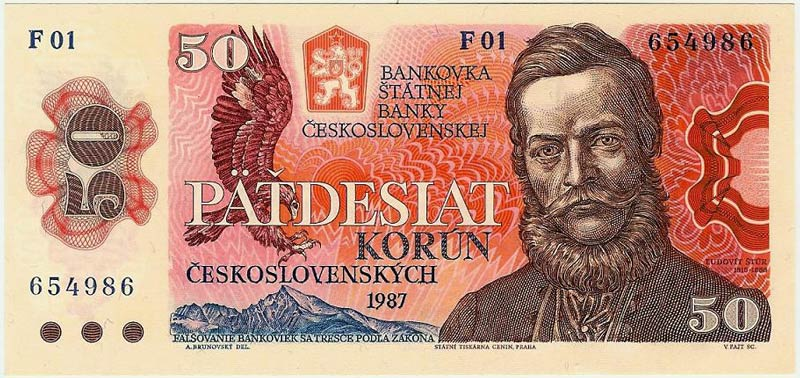
Projekt banknotu o wartości 50 koron

- ilustracje w Modrej knihe rozprávok (Niebieskiej księdze baśni)
- czechosłowackie banknoty
- siedem obrazów w poczekalni nowego budynku Rady Narodowej Słowackiej Republiki